# آناستاسیا ماکیوا
آناستاسیا ماکیوا (انگلیسی: Anastasiya Makeyeva؛ زادهٔ ۲۳ دسامبر ۱۹۸۱) بازیگر، خواننده و مدل اهل روسیه است. وی از سال ۲۰۰۴ میلادی تاکنون مشغول فعالیت بوده‌است.